# Парахин, Михаил Валерьевич
Михаи́л  Вале́рьевич  Пара́хин (род. 27 февраля 1977, Дзержинский, Московская область) – директор по технологиям компании Microsoft, член совета директоров компании «Яндекс».

## Биография
Михаил Парахин родился 27 февраля 1977 года в городе Дзержинский Московской области.
Окончил Лицей № 1511. В 2000 году выпустился из МИФИ (факультет А, кафедра электротехники, специальность «Физика пучков заряжённых частиц и горячая плазма»).
Во время учёбы в институте и сразу после работал в компании RC Module (ЗАО НТЦ «Модуль») на позиции инженера.
В 2001 году уехал в США,  где работал в компании Parascript над проектами по распознаванию и машинной обработке рукописных текстов, в том числе для USPS и Deutsche post.
С 2007 по 2014 гг.  работал в компании Microsoft на позиции ведущего, а затем главного инженера-разработчика, с 2009 года возглавлял подразделение мультимедийных поисковых сервисов корпорации (поиск по картинкам и видео Bing - Multimedia search поисковика).
В марте 2014 года начал работу в компании «Яндекс» на позиции директора поискового направления. Руководил работой по алгоритму машинного обучения MatrixNet, отвечающего за ранжирование, лингвистику и качество поиска.
В мае 2015 года назначен на должность директора по технологиям в Яндекс (Chief Technology Officer, CTO). Сохранив обязанности руководителя управления поисковых технологий, Михаил Парахин на новой должности начал отвечать также за рост качества поиска в России, Украине,  Беларуси, Казахстане и  Турции, развитие важнейших технологических проектов (FML и системы обработки данных), проекты по интеграции поиска с другими сервисами «Яндекса», поиск и наём специалистов по машинному обучению и большим данным.
В августе 2019 года завершил свою работу в Яндекс. В октябре занял позицию корпоративного вице-президента по технологиям в Microsoft.

## Достижения
Под руководством Парахина Яндекс раньше основных конкурентов запустил собственный русскоязычный голосовой помощник «Алиса», выпустил первую в России мультимедийную платформу на русском языке Яндекс.Станция, внедрил обновления поискового алгоритма «Палех» и «Королёв», запустил новую версию переводчика с гибридной моделью, под его руководством была создана краудсорсинговая платформа Толока.
Михаил Парахин является участником и призёром международных соревнований по машинному обучению (ICML/Yahoo ranking challenge, WSDM/Yandex ranking competition), а также организатором MSR-Bing Image Retrieval Challenge.

## Личная жизнь
Женат, отец двоих детей. Увлекается спортом, литературой, историей авиации.